# Límite ultrarrelativista
Cuando la velocidad de una partícula se acerca a la velocidad de la luz c, la energía de una partícula es casi completamente debida a su energía cinética. La energía total puede ser aproximada por {\displaystyle E=\gamma mc^{2}\approx pc} donde {\displaystyle p=\gamma mv} es el momentum invariante de Lorentz. En estos casos, en Física se indica que la partícula es o puede ser denominada como ultrarrelativista.
Es un caso considerado también para un valor de la velocidad de la luz c llevada al .